# Los Pasos
Los Pasos fue un grupo de música pop español, especialmente activo en la década de los 60's.

## Trayectoria
La banda fue el resultado de la iniciativa del productor francés Alain Milhaud, que pretendía formar un grupo capaz de competir con Los Brincos, el grupo de mayor éxito del momento, para lo que fichó a cinco jóvenes madrileños. Sin embargo, antes del lanzamiento definitivo Milhaud abandonó el proyecto para impulsar la formación de Los Bravos. Los cinco jóvenes contactaron con la discográfica Hispavox, que los contrató y bautizó como Los Pasos.
Su debut se produce en 1966, año en que editan dos sencillos de gran éxito: Tiempos felices y La moto, este último también grabado por Los Bravos. Un año después publican su primer álbum con el título de Los Pasos y que contenía los anteriores sencillos. En 1968 protagonizan la película Long-Play.
Tras la grabación de nuevos sencillos con Hispavox, fichan por el sello Ariola en 1971. Esta compañía les produce su segundo y último álbum Los Pasos y Los Albas, compartido con ese grupo. En 1972 se produjo la disolución de la banda.
El estilo de Los Pasos se caracterizó por el equilibrio entre los juegos vocales y el predominio instrumental.

## Discografía

### Sencillos
- Tiempos felices (1966).
- Nací de pie (1966).
- La moto (1966).
- Annouschtka (1967).
- No me gusta decir sí (1967).
- Ojo por ojo (1967).
- Ayer tuve un sueño (1967).
- Voces de otros mundos (1968).
- Primavera en la ciudad (1968).
- Lluvia en la estación (1968).
- Habibi (1969).
- Estrellas de paz (1969).
- Te quiero, porque te quiero (1969).
- Adiós, adiós (1971).
- Sólo un sueño (1972).
- Mi primer amor (1972).

### Álbumes
- Los Pasos (1967).
- Los Pasos y Los Albas (1972).
- Otro Punto de Vista. 50 aniversario (2018)

### Recopilatorios
- Éxitos de Los Pasos (1973).
- Todas sus grabaciones (1998).